# ユリウス・バーテルス
ユリウス・バーテルス（Julius Bartels、1899年8月17日 - 1964年3月6日）は、ドイツの地球物理学者。

## 経歴
マクデブルクで生まれた。ゲッティンゲン大学で学んだ後、ポツダム磁気観測所で研究した。1928年からエーベルスヴァルデで気象学を教え、1936年にベルリン大学の教授となり、ポツダム磁気観測所の所長となった。1931年から第二次世界大戦まで、アメリカ合衆国のカーネギー研究所と協力し、シドニー・チャップマンと共に、『地磁気』(Geomagnetism) を執筆した。
戦後は1946年にゲッティンゲン大学の教授となり、1955年から1964年の間は、マックス・プランク成層圏物理研究所の所長を務めた。1954年から1957年の間は国際地球電磁気学超高層物理学協会 (International Association of Geomagnetism and Aeronomy) の会長を務め、1960年から1963年の間、国際測地学・地球物理学連合の副会長を務めた。
太陽活動の物理学の分野に貢献し、地磁気の擾乱の程度を表す指数、Kp指数を考案し、太陽面上に磁気風の原因となる領域（「M領域」と名付けた）が存在することを示唆した。1957年の地球観測年の実現に貢献した。

## 受賞歴
- 1955年: エミール・ヴィーヘルト・メダル（ドイツ地球物理学会）
- 1964年: ウィリアム・ボウイ・メダル（アメリカ地球物理学連合）

## Julius Bartels Medal
ヨーロッパ地球科学連合 (European Geosciences Union) の太陽地球系科学部門 (Solar-Terrestrial Sciences department) はバーテルスの名前をつけた賞を創設した。
- 1996年: Bengt Hultqvist
- 1999年: Michael E. McIntyre
- 2005年: Claus Fröhlich
- 2006年: Stanley W.H. Cowley
- 2007年: Rainer Schwenn
- 2008年: Victor A. Sergeev